# UFC 16
UFC 16: Battle in the Bayou（ユーエフシー・シックスティーン：バトル・イン・ザ・バユー）は、アメリカ合衆国の総合格闘技団体「UFC」の大会の一つ。1998年3月13日、ルイジアナ州ケナーのポンチャートレイン・センターで開催された。

## 大会概要
メインイベントのUFC世界ミドル級（後のライトヘビー級）タイトルマッチでは、王者フランク・シャムロックが挑戦者イゴール・ジノビエフをバスターで叩きつけ失神KO勝ちで王座の初防衛に成功した。
ライト級（後のウェルター級）トーナメントでは、UFC初出場のパット・ミレティッチが1回戦でアトランタオリンピック・レスリング銀メダリストのタウンセンド・ソーンダース、決勝でクリス・ブレナンを破り優勝した。
パット・ミレティッチ、高阪剛がUFCに初出場した。

## ルール改正
本大会よりライト級（170ポンド、77.1kg、後のウェルター級）が設置された。

## 試合結果
第1試合 UFC 16ライト級トーナメント リザーブマッチ 12分1R
○  ラバーン・クラーク vs.  ジョシュ・ステュアート ×
1R 1:15 TKO（レフェリーストップ：スタンドパンチ連打）
第2試合 UFC 16ライト級トーナメント リザーブマッチ 12分1R
○  クリス・ブレナン vs.  コートニー・ターナー ×
1R 1:20 腕ひしぎ十字固め
第3試合 UFC 16ライト級トーナメント 1回戦 15分1R
○  マイキー・バーネット vs.  エウジェニー・タデウ ×
1R 9:45 TKO（レフェリーストップ：右アッパー）
※バーネットの負傷棄権によりリザーバーのブレナンが決勝進出
第4試合 UFC 16ライト級トーナメント 1回戦 15分1R
○  パット・ミレティッチ vs.  タウンセンド・ソーンダース ×
1R終了 判定2-1
※ミレティッチが決勝進出
第5試合 ミドル級 15分1R
○  ジェリー・ボーランダー vs.  ケビン・ジャクソン ×
1R 10:23 TKO（レフェリーストップ：腕ひしぎ十字固め）
第6試合 UFC 16ライト級トーナメント 決勝戦 15分1R
○  パット・ミレティッチ vs.  クリス・ブレナン ×
1R 9:02 変形肩固め
※ミレティッチがトーナメント優勝
第7試合 ヘビー級 15分1R
○  高阪剛 vs.  キモ ×
1R終了 判定3-0
第8試合 UFC世界ミドル級タイトルマッチ 20分1R
○  フランク・シャムロック vs.  イゴール・ジノビエフ ×
1R 0:22 KO（バスター）
※シャムロックが王座の初防衛に成功